# ناتالي والتر
ناتالي والتر (بالإنجليزية: Natalie Walter)‏ هي ممثلة بريطانية، ولدت في 24 ديسمبر 1979 بووكينغ في المملكة المتحدة.

## وصلات خارجية
- ناتالي والتر على موقع IMDb (الإنجليزية)
- ناتالي والتر على موقع قاعدة بيانات الفيلم (الإنجليزية)